# Faur Anna
Faur Anna (Budapest, 1978. január 20. –) magyar filmrendező.

## Életpályája
1993–1997 között a Lauder Gimnázium diákja volt. 1998–2000 között az Eötvös Loránd Tudományegyetem Szociológiai Intézet szociológus szakán tanult. 2000–2006 között a Színház- és Filmművészeti Egyetem film- és televíziórendező szakán tanult Simó Sándor (1934–2001) és Grunwalsky Ferenc osztályában. 2017–2021 között a Színház- és Filmművészeti Egyetem kutatója, majd oktatója volt, de 2021-ben elbocsátották az egyetemről. 2022-ben DLA fokozatot szerzett a Színház- és Filmművészeti Egyetemen.

## Filmjei
- Belfast (2000)
- Gondozók és gondozottak (2001)
- Ajándék (2001)
- Nuker (2002) (forgatókönyvíró és filmrendező is)
- A gyilkos (2002)
- Előre! (2002)
- Kelj fel, komám, ne aludjál! (2002) (színész)
- Az én bátyám (2003)
- Másnap (2004)
- Magyar vándor (2004)
- Apu (2005) (forgatókönyvíró és filmrendező is)
- Elveszett tárgyak/Elhagyatva, s megtalálva (2005) (operatőr)
- Fekete kefe (2005) (színész)
- Fehér tenyér (2006)
- 411-Z (2007)
- Lányok (2007) (forgatókönyvíró és filmrendező is)
- Keleti szél: A film (2010)
- Zalánék (2012) (filmrendező)
- Harmadnapon (2013)